# Fenestrulina thyreophora
Fenestrulina thyreophora is een mosdiertjessoort uit de familie van de Microporellidae. De wetenschappelijke naam van de soort is voor het eerst geldig gepubliceerd in 1857 door Busk.